# Exoprosopa truquii
Exoprosopa truquii är en tvåvingeart som beskrevs av Camillo Rondani 1863. Exoprosopa truquii ingår i släktet Exoprosopa och familjen svävflugor.
Artens utbredningsområde är Cypern. Inga underarter finns listade i Catalogue of Life.